# Stomacrustula sinuosa
Stomacrustula sinuosa is een mosdiertjessoort uit de familie van de Fatkullinidae. De wetenschappelijke naam van de soort is, als Lepralia sinuosa, voor het eerst geldig gepubliceerd in 1860 door Busk.